# Bengt Olson

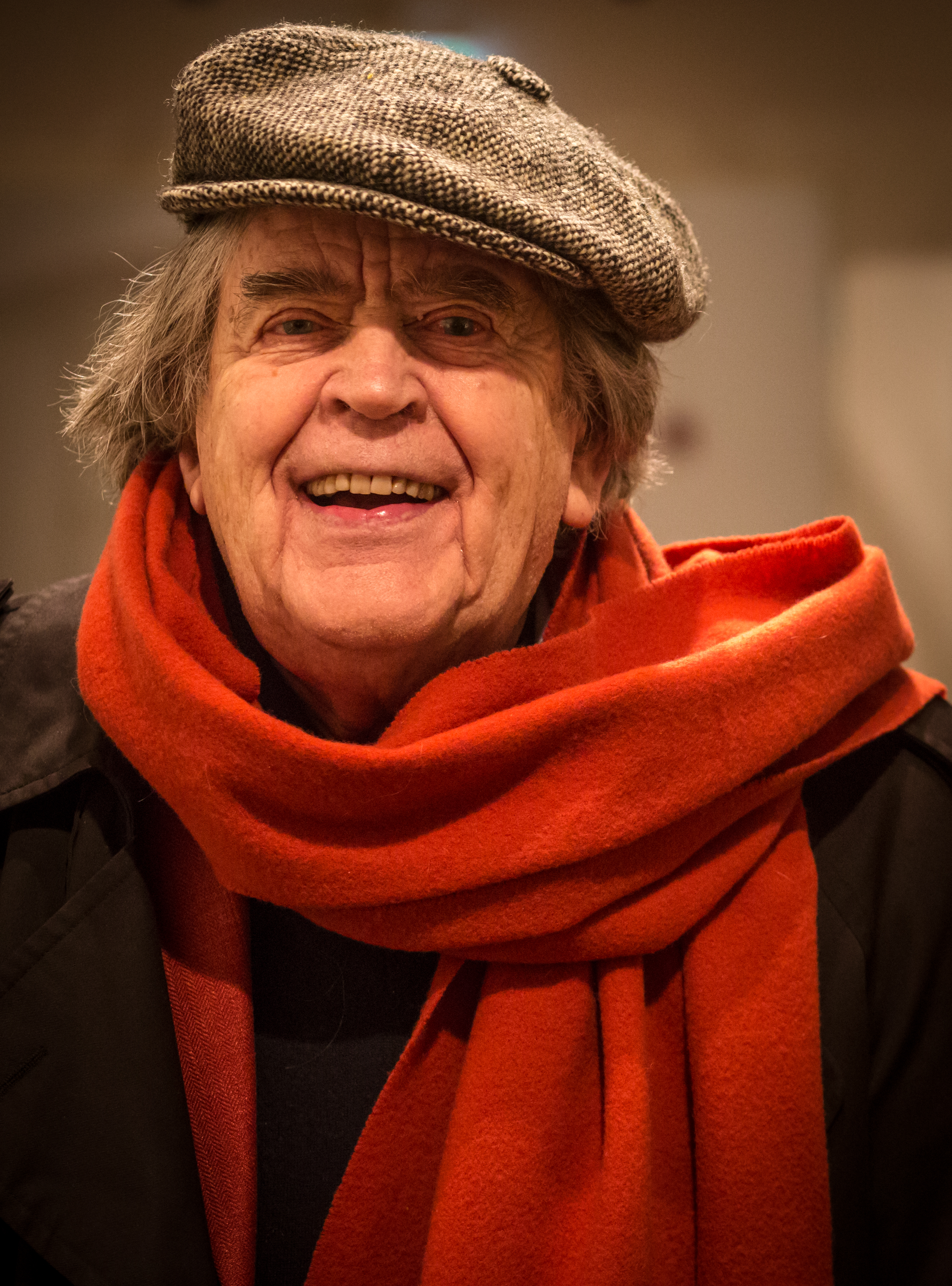
Bengt Olson 2015

Bengt Olson, född 22 juni 1930 i Kristinehamn, är en svensk målare, grafiker och skulptör. 

## Biografi
Bengt Olson är uppvuxen i Kristinehamn med de konstintresserade föräldrarna Allan Olson och Elin Maria Johnsson, och började redan från femton års ålder försörja sig på målande. Han utbildade sig vid Valands konstskola i Göteborg 1948–1952 för bland andra Endre Nemes. Efter examen reste han 1953 till Frankrike för vidareutbildning hos Fernand Léger. Han behärskar många material och tekniker som olja, pastell, akvarell, sandblästring och glasering.
Olson var med och grundade Grupp54 som bestod av elever vid Valands konstskola. År 1960 flyttade han till Frankrike. Hösten 1964 kom han i kontakt med Carl Nesjar i Frankrike, som arbetade med Pablo Picassos skulpturer, och de fick Picassos tillåtelse 1964 att skala upp en maquette i hans skulpturserie Les dames de Mougins att placera vid stranden av Vänern vid Vålöviken sju kilometer utanför Kristinehamn. Det blev den 15 meter höga Jaqueline i sandblästrad betong, den största Picassoskulpturen i världen.
Han fick i Paris uppdrag att uppföra tio av de största monumentala verken i staden under 1970-talet med avancerad mosaik av glaserat kakel och betongblästring så kallad betograve. Olson har under sitt verksamma konstnärsliv också uppfört flera stora konstverk på många platser i Sverige.
1986 gjorde Olson alla kostymer och scenografi till Alf Kjellins uppsättning av Nils Holgersson på Karlstad teater. Som en följd av detta utgavs 2012 Nils Holgerssons underbara resa: ett bildäventyr med Bengt Olson. Olson tilldelades Selma Lagerlöfs plakett i silver för detta arbete.
År 2002 hade han den stora retrospektiven Dans la lumière du Nord (I det nordiska ljuset) på Musée Maillol i Paris. Han är representerad på Moderna museet, Göteborgs konstmuseum, Kristinehamns konstmuseum och Tessininstitutet i Paris med flera. Han har gjort en stor donation av målningar till Kristinehamns konstmuseum som nu permanent visas på basutställningen i Kvadraten.
2004 mottog han Frödingstipendiet och medalj. 2008 tilldelades han Värmlands Läns Förtjänstmedalj. 2017 utnämndes han till "Chevalier de l'ordre des Arts et des Lettres" på Franska konsulatet i Stockholm för sina många arbeten i Frankrike.

### Familj
Bengt Olson är gift med Christiane Fulconis Olson (1940-). Han är far till poeten Lars Jergen Olson (1958–2024).

## Offentliga verk i urval

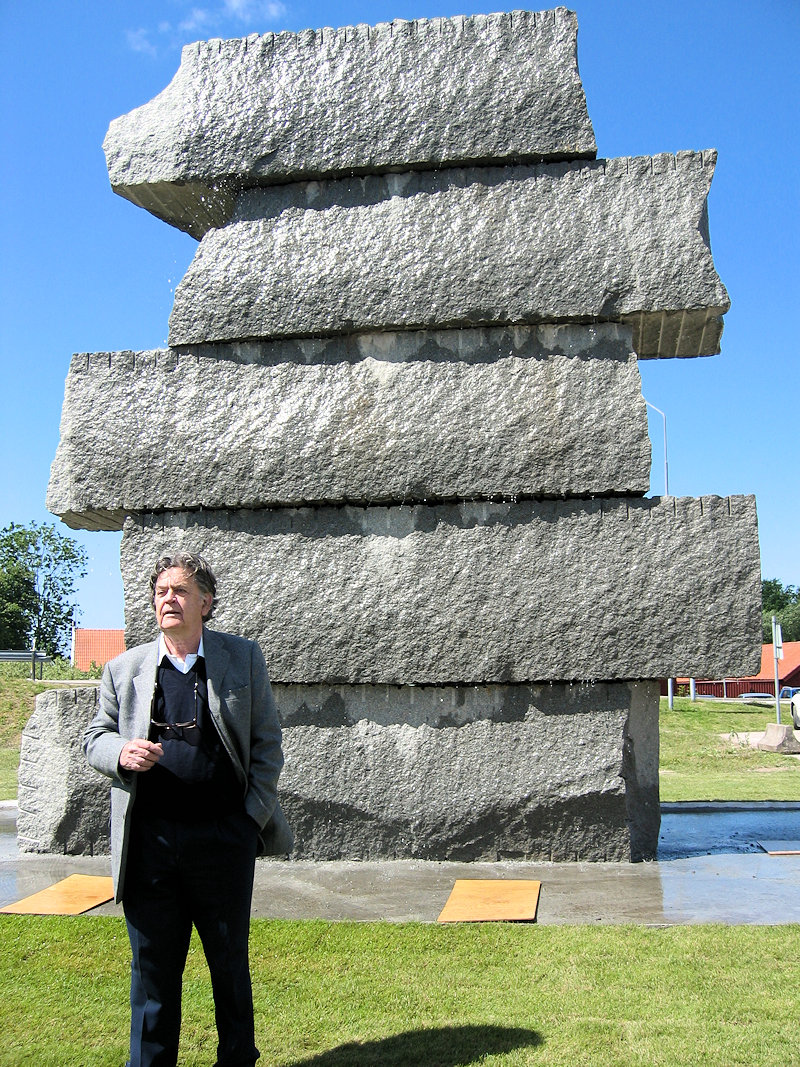
Bengt Olson i Sjötorp vid Vattentrappa 2007.

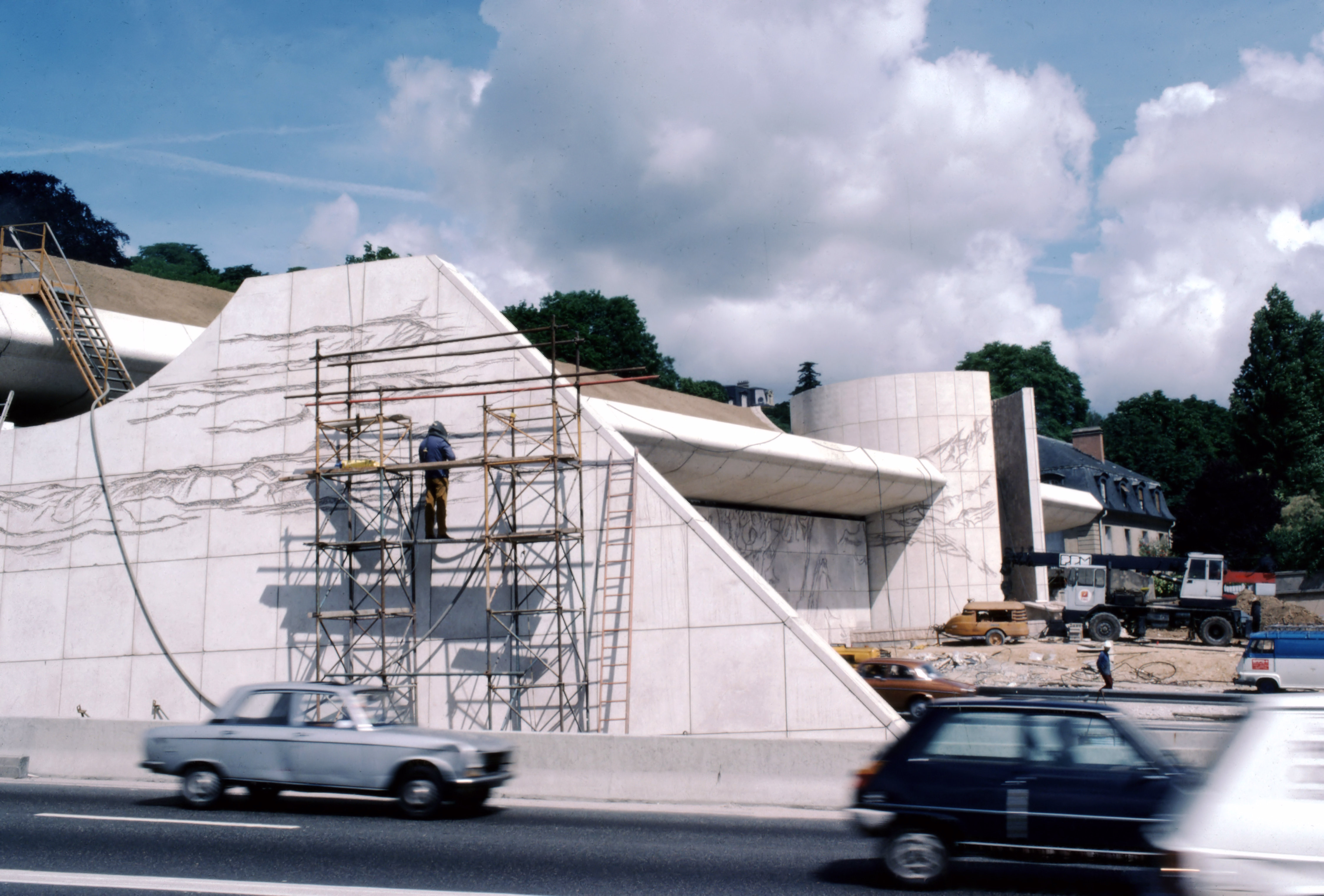
Bengt Olson Paris Porte de Saint-Cloud 1977

- Konkretistisk målning, innervägg, Stadshuset i Kristinehamn.
- 800 kvadratmeter sandblästrade väggar i betong på Prefekturen i Créteil sydost om Paris i Frankrike.
- 353 kvadratmeter målade kakelplattor i ishallen i Centre Olympique de Courbevoie i Paris.
- 257 kvadratmeter målade kakelplattor på tre väggar i simhallen i Centre Olympique de Courbevoie i Paris.
- 600 kvadratmeter sandblästrad betong vid tunnelinfarten till Autoroute de l'Ouest i Saint-Cloud  nära Paris, 1978.
- Hyllning till naturen. Sandblästrad betong, 1997 i Falkenberg.
- Vattentrappa, granit, 2007, vid Göta kanal i Sjötorp.
- Ljussättningar av bergväggar vid Landvetters flygplats.
- Fantisera, sandblästrade betong, Krokslätts fabriker Mölndal. Den flyttades dit 2020 från Selma Lagerlöfs torg i Hisingsbacka i Göteborg när området skulle byggas om.
- Blickfång, 2018 Smedjehagens torg, Mariestad.

Olson finns representerad vid bland annat Örebro läns landsting.